# Établissement rural de Karagaï (république de l'Altaï)
L'établissement rural de Karagaï (en russe : Карагайское се́льское поселе́ние, en altaï méridional : Карагайдыҥ јурт јеезези) est une entité municipale russe du raïon d'Oust-Koksa dans la république de l'Altaï. Son centre administratif est le village de Karagaï, et sa population s'élevait à 693 habitants en 2023.

## Géographie
L'établissement rural se situe dans le raïon d'Oust-Koksa, un des dix raïons de la république de l'Altaï, en Sibérie. Il est un des neuf établissements ruraux du raïon d'Oust-Koksa. Son centre administratif est le village de Karagaï,.

## Histoire et statut
À l'époque soviétique, l'établissement rural était un conseil de village (selsoviet). Mais en 1995, le conseil de village a été transformé en administration rurale. Le 13 janvier 2005, à la suite de la réforme municipale, l'administration rurale a été transformée en établissement rural.

## Population
Recensements (*) et estimations de la population,:
| 2010* | 2021* | 2023 | - |
| ----- | ----- | ---- | - |
| 808   | 707   | 693  | - |

## Localités
L'établissement rural compte 3 localités,.
| Nom      | Nom russe | Statut  | Population Recensement 2021 |
| -------- | --------- | ------- | --------------------------- |
| Bannoïe  | Банное    | village | 243                         |
| Karagaï  | Карагай   | village | 444                         |
| Kourdiom | Курдюм    | village | 20                          |